# Diecéze Aradus
Diecéze Aradus je titulární diecéze římskokatolické církve.

## Historie
Aradus, se nachází na stejnojmenném ostrově 3 km daleko od Tartúsu, v dnešní Sýrii. Byl starobylé biskupské sídlo nacházející se v římské provincii Fénicie I.. Bylo součástí antiochijského patriarchátu, a sufragannou arcidiecéze Týros.
Jsou známi čtyři biskupové této diecéze. První je Mocimus, který se roku 381 zúčastnil Prvního konstantinopolského koncilu. Druhým je Museus, který se zúčastnil roku 431 Efezského koncilu. Třetí je Atticus, který podepsal roku 458 dopis biskupů Fénicie I., císaři Leonu I., po smrti alexandrijského patriarchy Proteria. Poslední známý je Asincretius, který byl roku 553 jedním z otců Druhého konstantinopolského koncilu.
V současné době je Aradus využíván jako titulární biskupské sídlo; současným titulárním biskupem je Francis Némé Baïssari, emeritní pomocný biskup eparchie Jebbeh-Sarba–Džunija.

## Seznam biskupů
- Mocimus (zmíněn roku 381)
- Museus (zmíněn roku 431)
- Atticus (zmíněn roku 458)
- Asincretius (zmíněn roku 553)

## Seznam titulárních biskupů
- 1748–1749 Andrés Cano y Junquera
- 1788–1796 Giulio Maria Pecori d’Ameno, O.F.M.
- 1804–1807 Ignacy Houwalt
- 1839–1862 Giovanni Domenico Rizzolati, O.F.M.
- 1911–1942 Noè Giuseppe Tacconi, P.I.M.E.
- 1945–1956 Luis Pérez Hernández, C.I.M.
- 1956–1958 José Alí Lebrún Moratinos
- 1958–1972 Jerzy Stroba
- 1986–1990 Georges Abi-Saber, O.L.M.
- od 1991 Francis Némé Baïssari